# Chuan-Chih Hsiung
Chuan-Chi Hsiung, oft C. C. Hsiung zitiert, (* 15. Februar 1915 in Shefong bei Nanchang, China; † 6. Mai 2009 in Needham (Massachusetts)) war ein chinesisch-US-amerikanischer Mathematiker, der sich mit Differentialgeometrie und Geometrie befasste.

## Leben
Hsiung stammte aus einer Bauernfamilie, allerdings hatte sein relativ früh verstorbener Großvater eine Ausbildung als konfuzianischer Gelehrter und sein Vater eine Ausbildung als Mathematiklehrer. Hsiang war der dritte von vier Söhnen. Der zweitälteste Sohn C. Y. Hsiung wurde ebenfalls Mathematikprofessor. Hsiung lernte Mathematik bei seinem Vater und auf der höheren Schule in Nanchang (10 Meilen von seinem Heimatort entfernt). Danach studierte er Mathematik an der National Chekiang University in  Hangchow mit dem Abschluss 1936 und war dort Schüler von Buchin Su. Seine erste Veröffentlichung 1937 war über projektive Geometrie von Raumkurven. Diese und weitere Veröffentlichungen fanden die Aufmerksamkeit von Guy Grove (Vernon Grove) von der Michigan State University, der ihn zur Promotion in die USA einlud. Das wurde durch den Ausbruch des Krieges mit Japan 1937 verhindert. Erst 1946 konnte er zu Grove an die Michigan State University reisen und wurde dort 1948 promoviert (Rectilinear Congruences). Bis 1950 war er Instructor an der Michigan State und danach Gastdozent an der Northwestern University und ab 1951 Forschungsassistent von Hassler Whitney an der Harvard University. 1952, als Whitney an das Institute for Advanced Study ging, wurde Hsiung Assistant Professor an der Lehigh University, an der er 1955 Associate Professor und 1960 Professor wurde. 1984 wurde er emeritiert.
Anfangs befasste er sich mit projektiver Differentialgeometrie und projektiver Geometrie. 1942 bewies er mit Fu Traing Wang einen Satz über Tangram. Sie bewiesen, dass nicht mehr als 13 verschiedene konvexe Figuren gebildet werden können. Nach seiner Zeit bei Whitney wandte er sich globalen Fragen der Differentialgeometrie zu. So befasste er sich mit dem noch heute offenen Problem der Existenz komplexer Strukturen auf {\displaystyle S^{6}}. Nach Armand Borel und Jean-Pierre Serre (1953) können nur die Sphären in zwei und sechs Dimensionen fastkomplexe Strukturen tragen, der Fall von zwei Dimensionen ist der klassische Fall der Riemannschen Zahlenkugel als komplexer projektiver Raum, in sechs Dimensionen gibt es aber sehr viele fastkomplexe Strukturen, die meist nicht-integrabel sind und somit zu keiner komplexen Struktur führen. Es wird meist vermutet, dass es keine komplexen Strukturen auf {\displaystyle S^{6}} gibt. Hsiung veröffentlichte 1986 einen Beweisversuch, der aber fehlerhaft war. Auch Beweisversuche von Allan Adler (1969) und von S. S. Chern von 2004, der die exzeptionelle Liegruppe {\displaystyle G_{2}} und Eichfeldtheorie-Techniken verwendete, waren lückenhaft. Er untersuchte neben komplexen und fastkomplexen Strukturen auch isospektrale Mannigfaltigkeiten, konforme Transformationen kompakter Riemannscher Flächen, isoperimetrische Ungleichungen auf zweidimensionalen Riemannschen Mannigfaltigkeiten mit Rändern und den Zusammenhang von Krümmung und charakteristischen Klassen.
1967 gründete er die Zeitschrift Journal of Differential Geometry und war Herausgeber und später bis zu seinem Tod Ko-Herausgeber.

## Schriften
- A first course in differential geometry. Wiley, New York NY u. a. 1981, ISBN 0-471-07953-7 (Auch: International Press, Cambridge MA 1997, ISBN 1-57146-046-2).
- Almost complex and complex structures (= Series in Pure Mathematics. 20). World Scientific, Singapur u. a. 1995, ISBN 981-02-1712-9.
- Selected Papers of Chuan-Chih Hsiung. World Scientific, Singapur u. a. 2001, ISBN 981-02-4323-5.